# Ipomoea silvicola
Ipomoea silvicola ist eine Pflanzenart aus der Gattung der Prunkwinden (Ipomoea) aus der Familie der Windengewächse (Convolvulaceae). Die Art ist in Amerika verbreitet.

## Beschreibung
Ipomoea silvicola ist eine krautige Kletterpflanze. Ihre Stängel sind dünn feinborstig behaart. Die Laubblätter sind lang gestielt, die Blattspreiten sind dünn, kreisförmig-herzförmig, an der Spitze abrupt zugespitzt, ganzrandig oder oftmals auch dreilappig und fünf bis 13 Zentimeter lang. Die Blattoberseite ist anliegend filzig behaart, die Blattunterseite ist ähnlich, aber dichter behaart.
Die Blütenstände bestehen aus ein bis drei Blüten, die Blütenstandsstiele können sowohl kürzer als auch länger als die Blattstiele sein. Die Blütenstiele sind lang und schlank und kurzborstig behaart. Die Kelchblätter sind ungleich groß, krautig, zugespitzt, zwei bis drei Zentimeter lang, behaart und dicht mit langen, grünen, stachelartigen Höckern versehen. Die Krone ist leuchtend violett, unbehaart und sechs bis sieben Zentimeter lang. Der Kronsaum ist sehr breit.

## Verbreitung
Die Art ist in Guatemala, Honduras und im Süden Mexikos verbreitet. Sie wächst in feuchten oder nassen Dickichten oder in dünnen Mischwäldern in Höhenlagen zwischen 600 und 2000 m.